# Anecdotari de Tirant lo Blanc

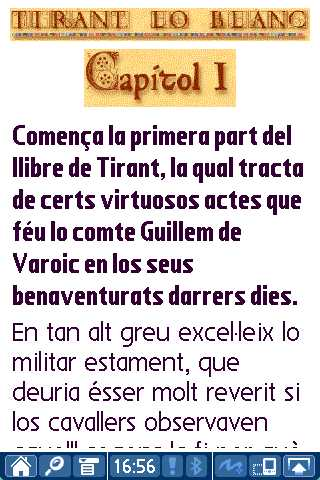
Inici del Tirant lo Blanc.

En el Tirant lo Blanc hi ha algunes anècdotes no gaire habituals, difícils d'entendre des de l'actualitat. Aqueixes particularitats, recollides en el present anecdotari, permeten ser explicades i divulgades sense haver de llegir tota l'obra per a gaudir-ne.
La lectura comparada de les anècdotes en algunes traduccions confirma la llengua de l'obra original.

## Guillem de Varoich
Personatge inspirat en el comtat de Warwick, a Anglaterra .

## Orde de la Garrotera
L'Orde de la Lligacama és esmentada en el Tirant com a Orde de la Garrotera.

## Magranes compostes
Les magranes compostes citades en l'obra eren una mena de ginys incendiaris, semblants a les granades modernes (en el format) i basades en el foc grec. Des del punt de vista tècnic, l’obra afirma que les magranes tarden sis hores en encendre. Indirectament es tracta d’un sistema temporitzador.

### La pólvora a l'Occident
Relacionada amb el tema de les magranes compostes, hi ha la documentació sobre la pólvora.
- c. 1230. Liber Ignium ad Comburendos Hostes
  - 1551. Julii Caesaris Scaligeri Exotericarum exercitationum liber XV, de subtilitate, ad Hieronymum Cardanum.[5]
  - 1651.[6]
  - 1677,[7]
  - 1804.[8]
  - 1893. Marcellin Berthelot.[9]

Les referències anteriors, quan expliquen fórmules de «foc grec» o de «pólvores explosives», esmenten un llibre català (no identificat) amb fórmules semblants. El text que es repeteix és el següent:

## Arma anomenada «lauors de spinachs»
| «                                | Com lo Rey hermita feu vallejar lo seu camp e tramès a la Comtesa que li trametés dues botes de lauors de spinachs de coure | » |
| — Tirant lo Blanch: capítol XXIV | |   |

- En la traducció castellana: “Capítol XXIII. Como el rey ermitaño hizo fortalecer su real: y embio a la condesa que le embiase dos toneles de lauor de espinacas de cobre”. Pàgina 34/586.[11][12]
- En la traducció italiana: “...mi voglia mandare due gran botte, le quali ha di Gulielmo di Varoich nella camera delle armi, le quali sono piene di lavoro de tribuli, e sono tutti di cupri...” (Cap. XXIII. Pàgina 34/586 de la referència adjunta.)[13]

## Sabotatge amb una corda
A l'obra esmentada hi ha una descripció realista i detallada d'una operació militar de sabotatge consistent en la destrucció d'una nau enemiga mitjançant una corda prima, una corda gruixuda (una "gúmena"), un nedador expert i agosarat, un argue i altres. El relat indica de forma clara que una corda té dos caps.

## Estratagema amb ballestes
Sabotatge de les nous d'unes ballestes.
| «                   | "E los mals crestians de genovesos, sabent la pràtica del Mestre de Rodes e de sa religió, ab consentiment de dos genovesos cavallers de l'orde, qui staven dins lo castell, los quals prengueren totes les nous de les ballestes e posaren-n'i d'altres que eren de sabó blanch e de formatge, per ço que en lo temps de la necessitat ajudar no se'n poguessen. E lo Mestre e tota sa religió no y agueren jamés pensat, ans certament los hagueren tots presos e morts” | » |
| — Tirant lo Blanch. | |   |

## Sotsobrar
| «                | ...Feu caure tres voltes a Tirant en terra, e tres voltes lo sotsobrà... | » |
| — Tirant, c. 60. |                                                                          |   |

## Xarxa protectora contra projectils
Un mariner protegeix una nau dels projectils enemics fabricant una xàvega, una mena de xarxa amb cordes.
| «                              | ...feu-ne un filat a manera d'eixàvega que porten la palla; e del castell de popa fins a la proa, abraçant l'arbre, posà aquelles cordes e feu-les lligar alt, que los hòmens qui dins la nau combatien, aquelles cordes no els feien gens d'enuig a les armes, ans los restauraren d'ésser presos; car les canteres que los moros tiraven eren tantes e tan espesses que era una gran admiració de veure; e si aquella eixàvega de cordes no fos estada, tota la coberta de la nau fóra estada plena de pedres e de barres de ferro; e ab aquell artifici fon restaurada que jamés una pedra hi pogué entrar, … | » |
| — Tirant lo Blanch. Capítol C. | |   |